# Газопереробний завод Вест-Гарбор
Газопереробний завод Вест-Гарбор – інфраструктурний об'єкт нафтогазової промисловості Єгипту, який працює із продукцією офшорних родовищ Середземного моря.
У 1990-х роках неподалік від східного завершення дельти Нілу на ліцензійній ділянці Рас-ель-Барр виявили газові родовища Ха'пі та Акхен. В останньому поклади вуглеводнів були пов’язані із міоценом та мали високий вміст конденсату, тому його підключили до трубопроводу від розташованого на сусідньому блоці родовища Темсах, що прямував до ГПЗ Ель-Гаміль. Воночас, більш «сухий» пліоценовий газ Ха'пі подали по трубопроводу на ГПЗ Вест-Гарбор, майданчик під який обрали західніше від Порт-Саїду на косі, яка відділяє від моря озеро Манзалла (за кілька кілометрів від тільки-но згаданого ГПЗ Ель-Гаміль). Розробка Ха'пі стартувала у 2000-му та на піці забезпечувала надходження на ГПЗ 11,9 млн м3 на добу.
В 2007-му до Вест-Гарбор вивели другий трубопровід з блоку Рас-ель-Бар, по якому почала надходити продукція родовища Таурт, що змогло видати на піці 7,6 млн м3. 
Реалізація в середині 2010-х третьої фази проекту розробки зазначених родовищ потребувала певного збільшення пропускної здатності ГПЗ, який до того переробляв 15,4 млн м3. Унаслідок модернізації, що завершилась на початку 2016-го, потужність заводу зросла до 18,4 млн м3.
В 2018 році трубопровідна система, створена для Ха'пі і Таурт, пройшла певне переформатування та отримала змогу постачати продукцію родовища Атолл. Це викликало нову модернізацію ГПЗ, зокрема, через високий вміст фракції С5+ в сировині – на 9,9 млн м3 газу припадало 10 тисяч барелів конденсату. Враховуючи останнє, від ГПЗ Вест-Гарбор до ГПЗ Ель-Гаміль проклали конденсатопровід завдовжки 6 км та діаметром 150 мм.
Товарну продукцію спершу видавали із заводу напряму до газотранспортної системи, але з 2005-го газ, який пройшов перший етап підготовки на ГПЗ Вест-Гарбор, подається до зведеного неподалік на тій же косі комплексу United Gas Derivatives Company, де вилучають 100% бутану та 98% пропану.